# 卡诺韦斯
卡诺韦斯（西班牙語：Cánoves），是西班牙加泰罗尼亚巴塞罗那省的一个市镇。总面积28平方公里，总人口1968人（2001年），人口密度70人/平方公里。